# Frost/Nixon (film)
A Frost/Nixon 2008-ban bemutatott amerikai–brit–francia történelmi filmdráma, melyet Ron Howard rendezett. A forgatókönyvet Peter Morgan írta, 2006-os azonos című színdarabjából. A főszerepben Frank Langella és Michael Sheen látható, akik Richard Nixon amerikai elnököt, illetve David Frost műsorvezetőt alakítják. További fontosabb szerepekben Sam Rockwell, Kevin Bacon, Matthew Macfadyen és Oliver Platt látható.
Az Amerikai Egyesült Államokban 2008. december 5-én, az Egyesült Királyságban 2009. január 23-án mutatták be. Bár kritikai sikert aratott, bevételi szempontból nem lett sikeres. A 81. Oscar-gálán öt kategóriában jelölték, többek között a legjobb filmnek, a legjobb rendezőnek, a legjobb férfi főszereplőnek (Langella) és a legjobb adaptált forgatókönyvnek járó díjakért szállt versenybe. A 62. BAFTA-gálán és a 66. Golden Globe-gálán további jelöléseket szerzett.

## Szereplők
| Szerep                | Színész             | Magyar hang    |
| --------------------- | ------------------- | -------------- |
| Richard Nixon         | Frank Langella      | Barbinek Péter |
| David Frost           | Michael Sheen       | Széles Tamás   |
| Jack Brennan          | Kevin Bacon         | Epres Attila   |
| Caroline Cushing      | Rebecca Hall        | Ruttkay Laura  |
| Irving "Swifty" Lazar | Toby Jones          | Szokol Péter   |
| Matthew Macfadyen     | John Birt           | Seder Gábor    |
| Bob Zelnick           | Oliver Platt        | Kerekes József |
| James Reston Jr.      | Sam Rockwell        | Rajkai Zoltán  |
| Lloyd Davis           | Clint Howard        | Katona Zoltán  |
| Pat Nixon             | Patty McCormack     |                |
| Frank Gannon          | Andy Milder         | Kapácsy Miklós |
| Marvin Minoff         | Keith MacKechnie    |                |
| Ollie                 | Rance Howard        |                |
| Ray Price             | Jim Meskimen        |                |
| Ken Khachigian        | Gabriel Jarret      |                |
| Diane Sawyer          | Kate Jennings Grant | Németh Kriszta |
| Manolo Sanchez        | Eloy Casados        | Csuha Lajos    |
| Neil Diamond          | Jay White           |                |
| Sammy Cahn            | Wil Albert          |                |

## A film zenéje
- By George It's David Frost" – Atli Örvarsson
- Love and Marriage"
- Nixon: Piano Concerto No. 1 – Frank Langella
- Victory at Sea – Robert Russell Bennett
- I Feel Love – Donna Summer

forrás: 

## Fogadtatás

### Kritikai visszhang
A film a Rotten Tomatoes-on 214 vélemény alapján 92%-ban pozitív kritika mellett 7,9/10 ponton áll.
A The New York Times  és a Metacritic kritikusai is elismerően írtak a filmről.

### Fontosabb díjak és jelölések
A filmet a 2009-ben tartott 81. Oscar-gálán öt Oscar-díjra jelölték, melyből egyet sem nyert meg: Frank Langella legjobb férfi főszereplőként kapott jelölést. Langella alakítását több más díjjal is honorálták. Megnyerte a Las Vegas-i Filmkritikusok Szövetségén díját, valamint begyűjtötte a Sant Jordi-díjat, továbbá BAFTA- és Golden Globe-díjakra is jelölték. Michael Sheent is elismerték, főként Nagy-Britanniában. Az egész stábot jelölték Screen Actors Guild-díjra, mint legjobb filmes szereplőgárdát.
| Díj              | Kategória                         | Jelölt                                              | Eredmény |
| ---------------- | --------------------------------- | --------------------------------------------------- | -------- |
| Oscar-díj        | legjobb adaptált forgatókönyv     | Peter Morgan                                        | Jelölve  |
| Oscar-díj        | legjobb férfi főszereplő          | Frank Langella                                      | Jelölve  |
| Oscar-díj        | legjobb film                      | Brian Grazer, Eric Fellner és Ron Howard            | Jelölve  |
| Oscar-díj        | legjobb rendező                   | Ron Howard                                          | Jelölve  |
| Oscar-díj        | legjobb vágás                     | Daniel P. Hanley és Mike Hill                       | Jelölve  |
| BAFTA-díj        | legjobb adaptált forgatókönyv     | Peter Morgan                                        | Jelölve  |
| BAFTA-díj        | legjobb férfi főszereplő          | Frank Langella                                      | Jelölve  |
| BAFTA-díj        | legjobb film                      | Brian Grazer, Eric Fellner, Ron Howard és Tim Bevan | Jelölve  |
| BAFTA-díj        | legjobb rendező                   | Ron Howard                                          | Jelölve  |
| BAFTA-díj        | legjobb smink                     | Edouard F. Henriques és Kim Santantonio             | Jelölve  |
| BAFTA-díj        | legjobb vágás                     | Daniel P. Hanley és Mike Hill                       | Jelölve  |
| Golden Globe-díj | legjobb filmdráma                 | –                                                   | Jelölve  |
| Golden Globe-díj | legjobb eredeti filmzene          | Hans Zimmer                                         | Jelölve  |
| Golden Globe-díj | legjobb férfi színész (filmdráma) | Frank Langella                                      | Jelölve  |
| Golden Globe-díj | legjobb forgatókönyv              | Peter Morgan                                        | Jelölve  |
| Golden Globe-díj | legjobb rendező                   | Ron Howard                                          | Jelölve  |
| Sant Jordi-díj   | legjobb külföldi színész          | Frank Langella                                      | Elnyerte |

## Érdekességek
- Mielőtt Ron Howard kapta meg a rendezés jogát, több más rendező is pályázott rá: Martin Scorsese, Mike Nichols, George Clooney, Sam Mendes és Bennett Miller
- Frank Langella 2007-ben már eljátszotta Richard Nixont, melyért Tony-díjat kapott.
- Ron Howard biztos volt benne, hogy Langellát és Sheent választja, hisz már mindketten eljátszották a szerepüket a színházban.
- Langella kb. 10 centivel magasabb, mint az igazi Nixon.[7]

## Fordítás
Ez a szócikk részben vagy egészben  a   Frost/Nixon (film) című angol Wikipédia-szócikk fordításán alapul.  Az eredeti cikk szerkesztőit annak laptörténete sorolja fel. Ez a jelzés csupán a megfogalmazás eredetét és a szerzői jogokat jelzi, nem szolgál a cikkben szereplő információk forrásmegjelöléseként.